# Abtswoudsebrug

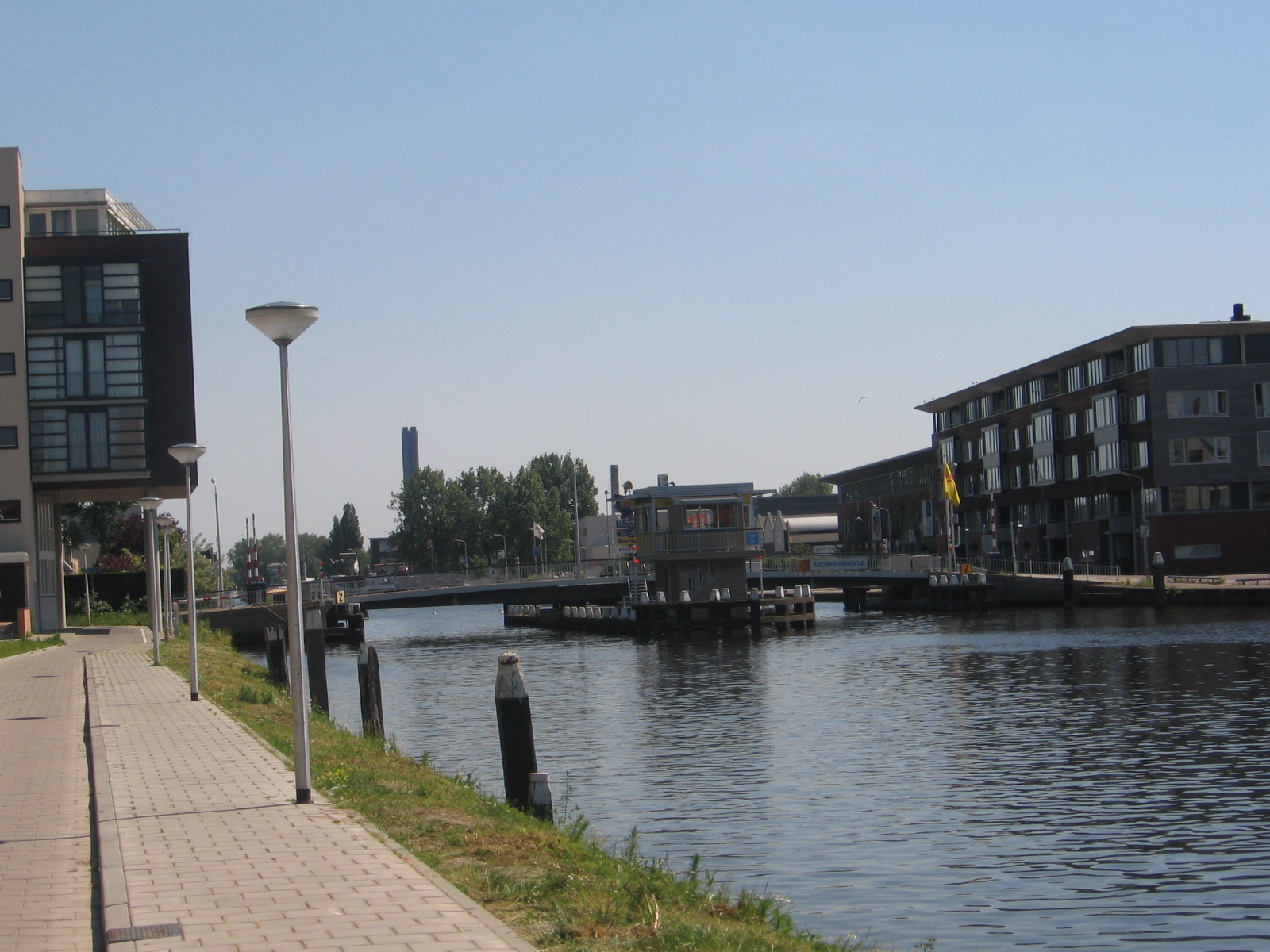
Abtswoudsebrug

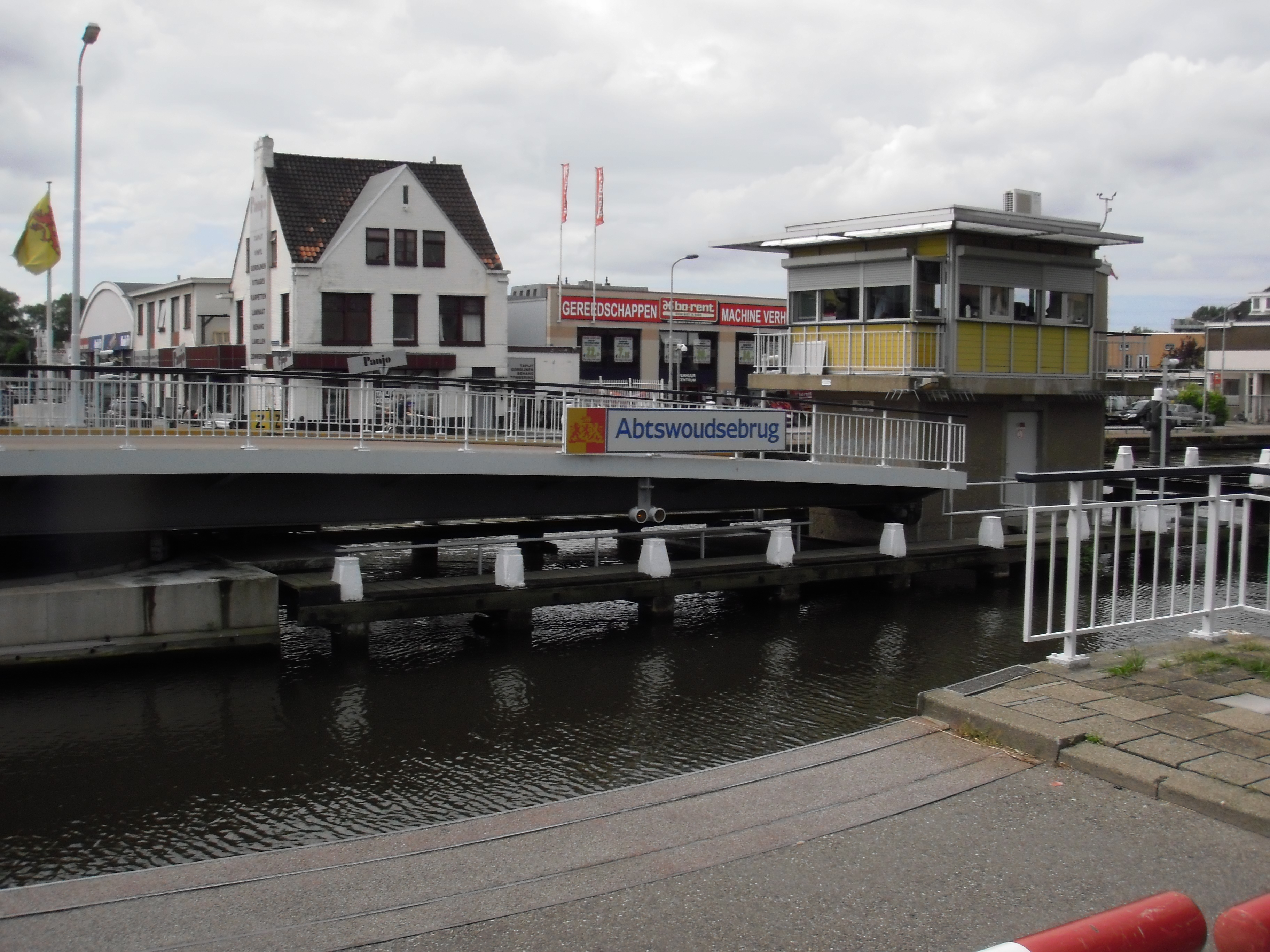
De brug in geopende toestand.

De Abtswoudsebrug is een draaibrug voor fietsers en voetgangers over de Delftse Schie in de Nederlandse stad Delft, provincie Zuid-Holland. De Abtswoudsebrug werd gebouwd in 1979. Samen met de Kruithuisbrug en de Kandelaarbrug, wordt hij bediend vanuit de bedieningscentrale Leidschendam. De doorvaartwijdte van het beweegbaar gedeelte bedraagt 10,50 m, de doorvaarthoogte is in gesloten toestand 1,40 m. De brug kan voor bediening via de marifoon worden aangeroepen via de bedieningscentrale Leidschendam op VHF-kanaal 18.
De brug is onderdeel van een alternatieve loop- en fietsroute tussen de TU Delft (de wijk Wippolder) en het station.